# Cammell Laird

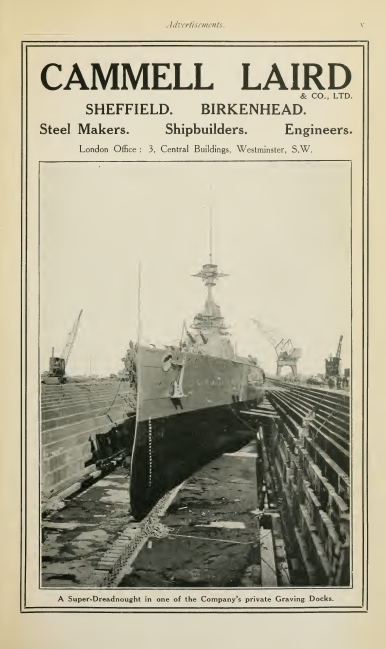
Panfleto da Cammel Laird de 1915

Cammell Laird é uma empresa britânica de construção naval. Foi formada a partir da fusão da Laird Brothers of Birkenhead e da Johnson Cammell & Co of Sheffield na virada do século XX. A antiga Laird Brothers of Birkenhead construiu alguns dos monitores encouraçados operados pela Armada Imperial Brasileira na Guerra do Paraguai, sendo estes o Bahia e o Lima Barros. A empresa também construiu material rodante ferroviário até 1929, quando esse lado do negócio foi separado e passou a fazer parte da Metropolitan-Cammell Carriage & Wagon Company.

## História
A Laird Company foi fundada por William Laird, que estabeleceu a Birkenhead Iron Works em 1824. Em 1828, seu filho John Laird se juntou a ele, e seu primeiro navio foi uma barcaça de ferro. John percebeu que as técnicas de fabricação de caldeiras poderiam ser aplicadas à construção de navios, tornando a empresa uma líder na fabricação de navios de ferro e avanços na propulsão. Em 1860, John Laird foi acompanhado por seus três filhos, renomeando a empresa para John Laird, Sons & Co. Após a morte de John em 1874, a empresa continuou como Laird Brothers.
Johnson Cammell & Co. foi fundada por Charles Cammell e Henry e Thomas Johnson, produzindo rodas e trilhos de ferro para as ferrovias britânicas, com sede em Sheffield.
Em 1903, as empresas Cammell e Laird se fundiram, criando uma empresa líder em construção naval. Eles também construíram veículos para o metrô de Londres, incluindo carros com portas operadas por ar comprimido. A empresa continuou a construir veículos ferroviários e em 1927 produziu 160 vagões de passageiros para a Índia.
Entre 1829 e 1947, mais de 1 100 navios foram lançados das rampas de Cammell Laird no Rio Mersey, incluindo o primeiro navio de aço do mundo, o Ma Roberts, e o famoso navio CSS Alabama. Eles também construíram vários navios notáveis para a Marinha Real Britânica.

### Após 1945 e fechamento em 1993
A empresa foi nacionalizada em 1977, juntamente com o resto da indústria naval britânica. Em 1986, voltou ao setor privado como parte da Vickers Shipbuilding & Engineering (VSE). Em 1993, a Cammell Laird completou o submarino HMS Unicorn (agora HMCS Windsor). Após o término do programa de construção de submarinos da classe Upholder, a empresa foi fechada, o que foi fortemente contestado pelos trabalhadores.

### Reestabelecimento e reparo de navios
Parte do estaleiro foi alugada pelo Coastline Group como uma instalação de reparo de navios, que mais tarde comprou parte do estaleiro e adotou o nome Cammell Laird. Após dificuldades financeiras, a empresa entrou em administração em 2001 e os estaleiros foram adquiridos pelo A&P Shiprepair Group.

### Segunda renascença como Cammell Laird Shiprepair
Em 2005, o grupo A&P vendeu sua subsidiária de Birkenhead para Northwestern Shiprepairers & Shipbuilders, que adquiriu os direitos ao nome Cammell Laird em 2007. Em 2008, a empresa foi renomeada oficialmente para Cammell Laird Shiprepairers & Shipbuilders Limited.

Nos anos seguintes, a Cammell Laird ganhou contratos significativos, incluindo a revisão do navio RFA Fort Rosalie, a construção de conveses de voo para o novo porta-aviões HMS Queen Elizabeth e a construção de duas novas balsas para a Western Ferries. Em 2014, a empresa ganhou um contrato para construir o navio de pesquisa RRS Sir David Attenborough, que iniciou sua viagem inaugural à Antártida em 2021. Em 2017, a Cammell Laird se associou à BAE Systems para construir as fragatas Type 31e para a Marinha Real. Em 2018, construíram a balsa de carga MV Red Kestrel. Em 2023, a empresa foi nomeada parte de um consórcio para construir a nova fragata Type 26 para a Marinha Real.